# 5-溴-N,N-二甲基色胺
5-溴-N,N-二甲基色胺是一种迷幻药和有机溴化合物，存在于海绵Smenospongia aurea和Smenospongia echina，也存在于Verongula rigida中。它是N,N-二甲基色胺的5-溴衍生物。
动物研究表明5-溴-N,N-二甲基色胺会产生镇静剂和抗抑郁药的效果，并导致啮齿动物的运动活性显着降低。
据报道，5-溴-N,N-二甲基色胺在20-50 mg时具有精神活性，其蒸汽具有轻微的迷幻性。

## 合法性
5-溴-N,N-二甲基色胺在新加坡是受管制药物。